# روجر جونسون (سياسي)
روجر جونسون (بالإنجليزية: Roger Johnson)‏ هو سياسي أمريكي، ولد في 24 يونيو 1934، وتوفي في 21 فبراير 2005 بسبب سرطان الرئة. حزبياً، نشط في الحزب الجمهوري.